# Bila Cerkva (okres Ťačiv)

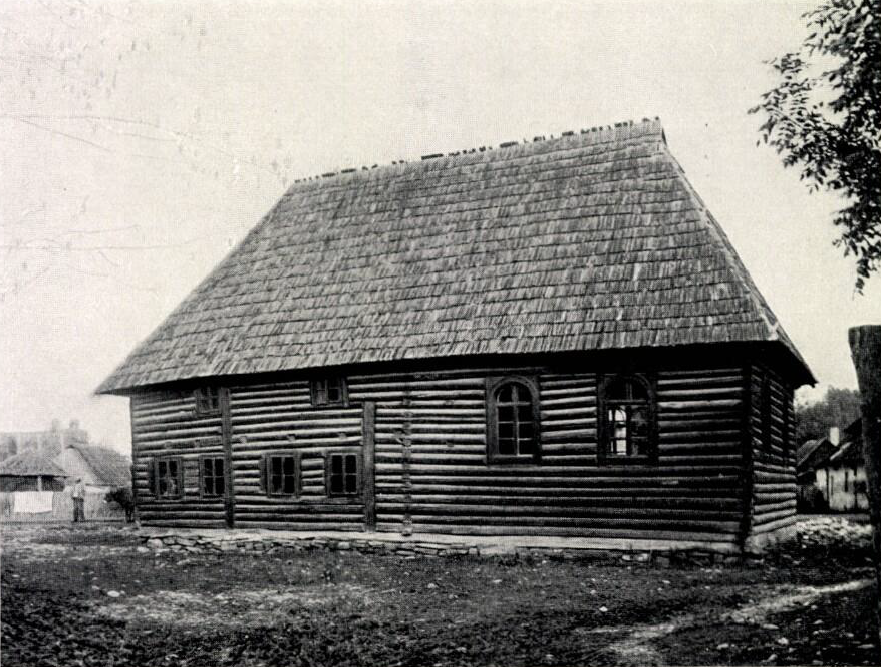
Bila Cerkva: Historická fotografie místní synagogy (autor: Bohumil Vavroušek)

Bila Cerkva, česky dříve Bílá Církev, ukrajinsky Біла Церква, rusínsky Біла Цирьков, rumunsky Biserica Albă, maďarsky Tiszafejéregyház, je obec v solotvinské venkovské komunitě (hromadě) v tačivském okresu Zakarpatské oblasti Ukrajiny. Žije zde přibližně 3 000 obyvatel, z toho cca 97% obyvatel rumunské národnosti.

## Historie
Na území obce se našly stopy po raně paleolitickém osídlení a dácká osada. První písemná zmínka o této obci pochází z roku 1363. Před uzavřením Trianonské smlouvy byla obec součástí Uherska. Poté se stala součástí první československé republiky, přičemž příslušný obecní notariát byl ve Velkém Bočkově. Od 15. dubna 1939 byla obec součástí samostatného státu Karpatská Ukrajina; o několik dní později bylo Zakarpatí obsazeno maďarskými vojsky. Od roku 1945 byla obec součástí Ukrajinské sovětské socialistické republiky, která byla součástí SSSR. Od roku 1991 je obec součástí samostatné Ukrajiny.

### Původ názvu
Obec je pojmenována podle zdejšího monastýru, který byl postaven na přelomu prvního a druhého tisíciletí našeho letopočtu a jehož pozůstatky (ruiny) se dochovaly na kopci Monastyryšče (ukrajinsky Монастирище); na místě stojí již z dálky viditelný kříž.

## Osobnosti
- Grygorij Mojš (1894-1960), protopop, poslanec Sněmu Karpatské Ukrajiny, za rumunskou menšinu